# HNF4A
Ядерный фактор гепатоцитов 4-альфа, в международной номенклатуре известный как NR2A1  — ядерный рецептор, у человека кодирующийся геном HNF4A.

## Функции
NHF4A — ядерный фактор транскрипции, в виде гомодимера связывающийся с ДНК. Данный белок контролирует экспрессию нескольких генов, в том числе ядерного фактора гепатоцитов 1-альфа (транскрипционного фактора, регулирующего экспрессию нескольких генов печени). Ген NHF4A играет важную роль в развитии печени и почек. В результате альтернативного сплайсинга образуется несколько вариантов транскриптов данного гена, кодирующих несколько изоформ белка, соответственно.

## Клиническое значение
Мутации в гене NHF4A являются причиной сахарного диабета взрослого типа у молодых (MODY-диабета) и hnf4a-опосредованного гиперинсулинизма.
Алкалоид берберин повышает экспрессию гена HNF4A.

## Взаимодействие гена
Ядерный фактор гепатоцитов 4-альфа взаимодействует со следующими биомолекулами:
- Бета-катенин
- Связывающий белок CREB
- MED1
- MED14
- Малый гетеродимерный белок
- Тестикулярный рецептор 4